# ليندا تاي كاسبر
ليندا تاي كاسبر (بالإنجليزية: Linda Ty Casper)‏ هي كاتِبة أمريكية، ولدت في 1931 في مالابون في الفلبين.